# Kippflügel (Vogelkrankheit)

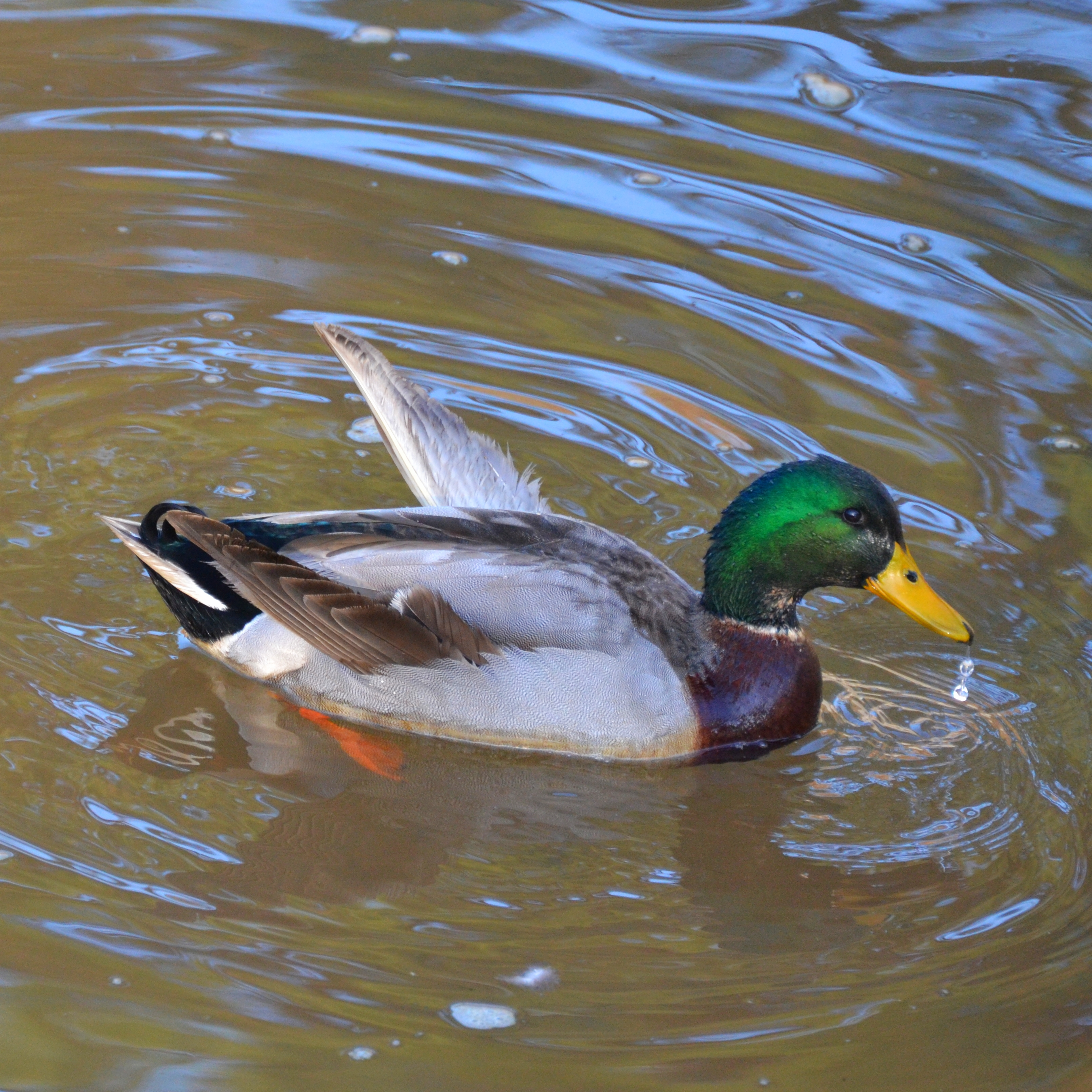
Stockentenerpel mit Kippflügeln

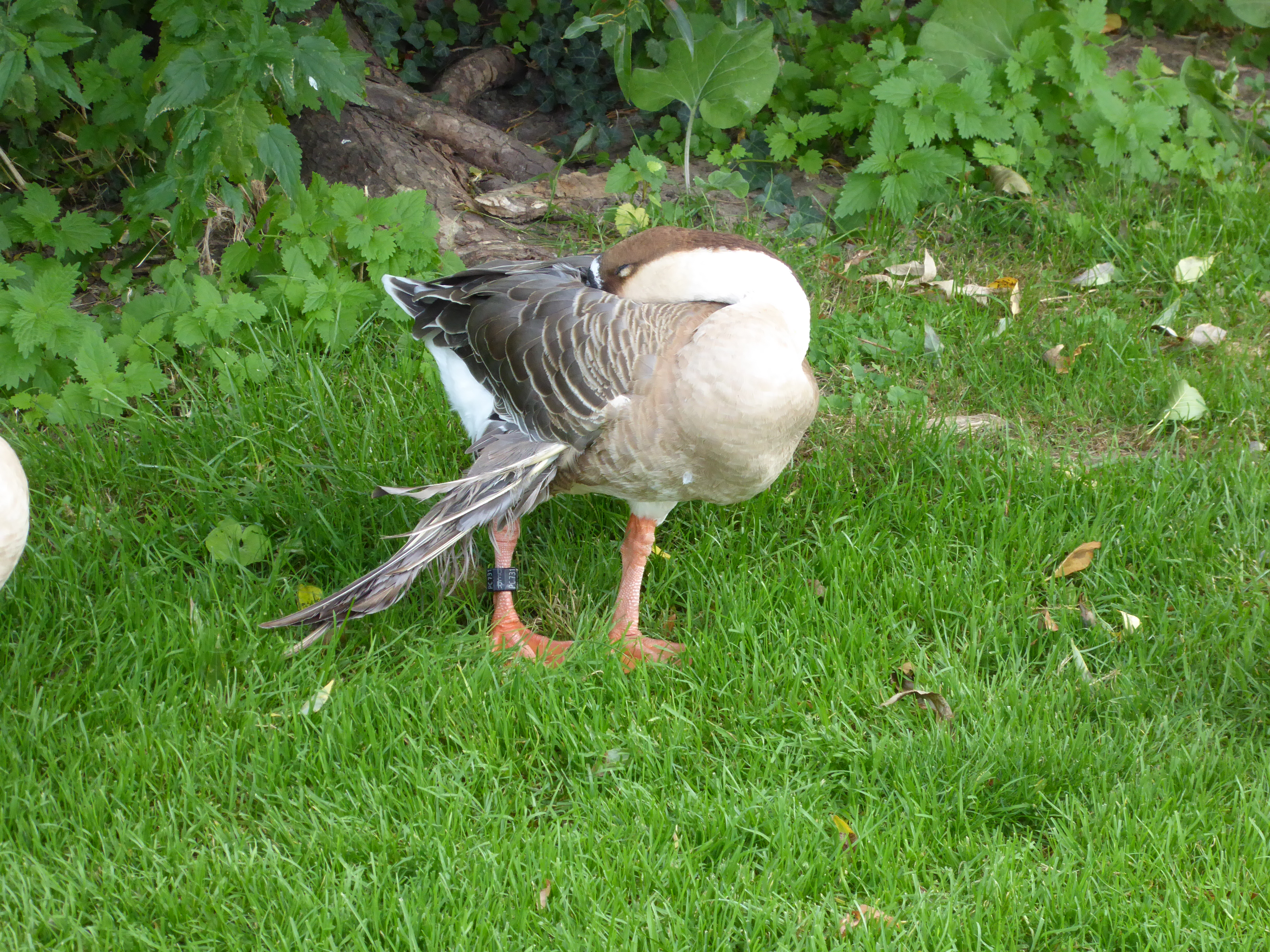
Schwanengans mit Kippflügeln

Als Kippflügel, auch Säbelflügel oder Sperrflügel, wird eine Fehlbildung bei Vögeln bezeichnet, bei der die Handschwingen so verdreht sind, dass die Schwungfedern in Ruhelage nach außen abstehen und durch Reibung am Boden oft bis auf die Federkiele abgewetzt werden. Unabhängig davon, ob sie ein- oder beidseitig auftreten, machen sie die betroffenen Tiere flugunfähig. Die Tiere bleiben aber sonst normal lebensfähig. Kippflügel können bei allen Vogelarten vorkommen, sind aber besonders häufig bei Gänsevögeln und Trappen und hier vor allem bei langsam wachsenden Arten der gemäßigten Zone. Die Erkrankung tritt vor allem bei Vögeln auf, die unnatürlich gefüttert werden, zum Beispiel in Gefangenschaft oder bei mit Brot gefütterten Gänsen in Parkanlagen. Auch in der kommerziellen Mast von Enten und Gänsen ist die Fehlbildung zu beobachten und kann hier zu Leistungseinbußen führen.
Ein Kippflügel entsteht, wenn sich die Schwungfedern schneller bilden als die Muskulatur und Knochen, die die Handschwinge normalerweise halten. Das Gewicht der anfangs mit Blut gefüllten Federkiele zieht so die Hand nach unten und in der weiteren Entwicklung wird die Fehlhaltung fixiert. Als Ursache wird vor allem eine zu hohe Kalorienmenge oder zu hoher Proteingehalt in der Nahrung vermutet. Daneben können aber auch Mängel an den Vitaminen D und E oder Mangan sowie Bewegungsmangel und ungünstige Bedingungen bei der Entwicklung im Ei eine Rolle spielen. In manchen Zuchtlinien treten Kippflügel gehäuft auf, so dass hier ein genetischer Einfluss wahrscheinlich ist.
Die Entstehung von Kippflügeln kann durch eine artgerechte Ernährung und Haltung mit Bewegungsmöglichkeiten meist vermieden werden. Bei jungen Vögeln kann die Fehlbildung bei frühem Erkennen noch reversibel sein und durch Bandagieren des Flügels in der normalen Haltung behandelt werden. Bei älteren Tieren ist ein Kippflügel meist nicht mehr behandelbar. Die abstehenden Schwungfedern können allerdings gestutzt werden, um Folgeverletzungen zu vermeiden.